# Stabat mater
Stabat mater — средневековая католическая секвенция.

## Краткая характеристика
Своё название секвенция получила по инципиту «Stabat mater dolorosa» («Стояла мать скорбящая»). Первая часть текста повествует о страданиях Девы Марии во время распятия Иисуса Христа; вторая — молитва грешника к Богородице, заканчивающаяся просьбой о даровании ему спасительного рая.
Текст (четырёхстопный хорей), состоящий из 20 трёхстрочных строф, традиционно приписывается итальянскому религиозному поэту, монаху-францисканцу Якопоне да Тоди; по другой традиции — папе Иннокентию III или Бонавентуре. Мелодия относится ко II церковному тону. Стихи и (анонимный одноголосный) распев впервые регистрируются в источниках XIII в. До середины XVI в. секвенция входила (наряду со многими другими) в Римский миссал. На Тридентском соборе секвенция Stabat mater была запрещена; вновь допущена Римом в 1727 г.

## Текст и перевод
Латинский текст (оригинал) существует в нескольких редакциях. Стандартной считается ватиканская редакция, зафиксированная в дореформенной Liber usualis и других стандартных певческих книгах католиков:
| 1. Stabat mater dolorosa juxta crucem lacrimosa, dum pendebat filius. 2. Cuius animam gementem, contristatam et dolentem pertransivit gladius. 3. O quam tristis et afflicta fuit illa benedicta mater Unigeniti! 4. Quae maerebat et dolebat, pia mater, dum videbat nati poenas inclyti. 5. Quis est homo qui non fleret, matrem Christi si videret in tanto supplicio? 6. Quis non posset contristari, Christi matrem contemplari dolentem cum filio? 7. Pro peccatis suae gentis vidit Jesum in tormentis, et flagellis subditum. 8. Vidit suum dulcem natum moriendo desolatum, dum emisit spiritum. 9. Eia mater, fons amoris, me sentire vim doloris fac, ut tecum lugeam. 10. Fac, ut ardeat cor meum in amando Christum Deum ut sibi complaceam. 11. Sancta mater, istud agas, Crucifixi fige plagas cordi meo valide. 12. Tui nati vulnerati, tam dignati pro me pati, poenas mecum divide. 13. Fac me tecum pie flere, crucifixo condolere, donec ego vixero. 14. Juxta crucem tecum stare, et me tibi sociare in planctu desidero. 15. Virgo virginum praeclara, mihi iam non sis amara, fac me tecum plangere. 16. Fac, ut portem Christi mortem, passionis fac consortem, et plagas recolere. 17. Fac me plagis vulnerari, fac me cruce inebriari, et cruore Filii. 18. Flammis ne urar succensus, per te, virgo, sim defensus in die judicii. 19. Christe, cum sit hinc exire, da per matrem me venire ad palmam victoriae. 20. Quando corpus morietur, fac, ut animae donetur paradisi gloria. Amen. | Стояла мать скорбящая Возле креста в слезах, Когда на нём висел Сын, Чью душу стенающую, Сочувствующую и страдающую, Пронзил меч. О, как печальна и сокрушенна Была она, благословенная Мать Единородного! Как горевала и страдала Благочестивая мать, когда видела Муки Сына восславленного. Кто из людей не заплакал бы, Мать Христа увидев В таких мучениях? Кто может не посочувствовать Матери Христа, наблюдая Страдания её вместе с Сыном? За грехи своего рода Видела она Иисуса, в муках Плетям подставленного, Видела Сына милого, Умирать оставленного, Испускающего дух. О, мать, источник любви! Дай мне почувствовать силу страданий И скорбеть вместе с тобой. Заставь гореть сердце моё В любви к Христу Богу, Чтобы Ему уподобиться. Святая мать, сделай это;— Распятого муки В моём сердце укрепи. Твоего израненного Сына, Столь достойного, принявшего муки за меня, Страдания со мною раздели. Позволь мне рыдать с тобою, Сострадать Распятому, Пока я буду жив. У креста с тобою стоять, Тебе всей душой сопутствовать В плаче хочу. Дева дев пресветлая! Не будь же ко мне сурова, Позволь мне рыдать с тобою. Позволь разделить с тобой смерть Христа, Страсти сделай причастником И раны освежи. Пусть меня ранят ударами, Дай мне испить от Креста И крови Сына. Да не сгорю я в пламени [адском], Тобою, дева, буду защищён В день Страшного суда. Христос, когда я покину этот мир, Дозволь мне молитвами матери прийти к победной вершине. Когда тело умрёт, Даруй моей душе Райскую славу. Аминь. |

Альтернативный вариант текста (был использован Дж. Б. Перголези, Дворжаком и рядом других композиторов):
| Stabat mater dolorosa juxta Crucem lacrimosa, dum pendebat filius. Cuius animam gementem, contristatam et dolentem pertransivit gladius. O quam tristis et afflicta fuit illa benedicta mater unigeniti! Quae maerebat et dolebat, et tremebat, dum videbat Nati poenas inclyti. Quis est homo qui non fleret, Christi matrem si videret in tanto supplicio? Quis non posset contristari piam matrem contemplari dolentem cum filio? Pro peccatis suae gentis vidit Jesum in tormentis, et flagellis subditum. Vidit suum dulcem natum morientem, desolatum, dum emisit spiritum. Eia, Mater, fons amoris me sentire vim doloris fac, ut tecum lugeam. Fac, ut ardeat cor meum in amando Christum deum ut sibi complaceam. Sancta mater, istud agas, crucifixi fige plagas cordi meo valide. Tui nati vulnerati, tam dignati pro me pati, poenas mecum divide. Fac me vere tecum flere, Crucifixo condolere, donec ego vixero. Juxta crucem tecum stare, Te libenter sociare in planctu desidero. Virgo virginum praeclara, mihi iam non sis amara, fac me tecum plangere. Fac, ut portem Christi mortem, passionis fac consortem, et plagas recolere. Fac me plagis vulnerari, cruce hac inebriari ob amorem filii. Inflammatus et accensus, per te, virgo, sim defensus in die judicii. Fac me cruce custodiri, morte Christi praemuniri confoveri gratia. Quando corpus morietur, fac ut animae donetur paradisi gloria. Amen. | Стояла мать скорбящая Возле креста, исполненная слёз, Где распят Сын. Её же душу стонущую, Омрачённую и скорбящую, Пронзил меч. О, как опечалена и огорчена Была благословенная Мать Единородного! Как горевала и печалилась, И трепетала, видя Рождённого ею, Пребывающего в страшных муках. Какой же человек останется равнодушным, Видя мать Христа В таком унижении? Кто не станет сочувствовать Благой матери, видя Скорбь о Сыне? За грехи своего народа Видит Иисуса отданным на муки И подвергнутым бичеванию, Видит своё милое Дитя Брошенным умирать, Дабы испустил дух. О, мать, источник любви! Дай мне почувствовать силу скорби, Чтобы я мог плакать с тобой. Сделай так, чтобы загорелось мое сердце Любовью ко Господу Христу, Чтобы я был в мире с Ним. Святая матерь, сделай так, чтобы Муки распятия С силой вошли в моё сердце. Твоего израненного Сына муки, что соизволил страдать из-за меня, Дай с тобою разделить. Позволь мне искренне плакать с Тобою, Сострадая Распятому, Пока я буду жив. Возле Креста с Тобою стоять, С Тобою горю желанием Рыдания делить. Дева дев пречистая, Не будь ко мне столь сурова, Дай мне рыдать с тобою. Сделай так, чтобы я понёс смерть Христа, Сподоби стать причастником страстей И ран удостой. Дай мне плакать над Израненным, Наполни меня крестной мукой Возлюбленного Сына. В огне и пламени Тобою, дева, буду я спасен В день судный. Подай мне крестное заступление, Смертью Христа укрепи Милости Его ради. Когда тело умрёт, Даруй моей душе Райскую славу. Аминь. |

Существуют и другие редакции текста. Древнейшей версией «Stabat mater» считается установленная К. Блюме и Х. М. Баннистером в знаменитой антологии средневековой литургической поэзии Analecta hymnica medii aevi, новейшая зафиксирована в пореформенном «Римском градуале» (Graduale Romanum) 1973 года и в невмированном «Тройном градуале» (Graduale triplex) 1979 года.

## Рецепция
Известны несколько стихотворных переводов Stabat mater на русский язык, в том числе В. А. Жуковского («Горько плача и рыдая»), Л. А. Мея («Матерь Божия стояла / И в безмолвии рыдала») и Д. С. Мережковского («На Голгофе, Матерь Божья»).
Текст (но не оригинальная мелодия) Stabat mater послужил источником вдохновения для многочисленных композиторов начиная с XVIII века (отдельные музыкальные воплощения текста известны и раньше, впервые — в мотете Жоскена Депре). В настоящее время установлено более 200 композиций на основе секвенции. Среди них: 
- 1585 — Орландо Лассо
- 1590 — Джованни Палестрина
- 1715 — Антонио Вивальди
- 1723 — Алессандро Скарлатти
- 1725 — Антонио Кальдара
- 1727 — Агостино Стеффани
- 1736 — Джованни Баттиста Перголези
- 1767 — Франц Йозеф Гайдн
- 1815 — Франц Шуберт
- 1837 — Джоаккино Россини
- 1877 — Антонин Дворжак
- 1898 — Джузеппе Верди
- 1907 — Чарльз Вильерс Стэнфорд
- 1926 — Кароль Шимановский
- 1950 — Франсис Пуленк
- 1962 — Кшиштоф Пендерецкий
- 1967 — Алемдар Караманов
- 1985 — Арво Пярт
- 1994 — Владимир Мартынов
- 2007 — Карл Дженкинс
- 2011 — митрополит Иларион (Алфеев)

Сюжет скорбящей Матери Христа часто использовали художники (см. иллюстрацию)